# 丸典膳カイ
丸典膳 カイ（まるてんぜん カイ、1974年8月21日 - 1996年4月19日）は、日本の俳優。

## 人物
西ドイツ出身で、ドイツ人の父と日本人の母を持つハーフ。テレビドラマ「じゃあまん探偵団 魔隣組」の後藤ゲンタ役で出演し注目を集める。今後の活躍が期待されたが、1996年4月19日、21歳で死去。死因は不明だが、カイの父親が開設したホームページには「最後の写真」として1996年3月に父と共にハイキングに行ったカイの写真が紹介されている他、「(カイが)17歳から21歳まで大変な時を過ごした」という文章があり、何らかの事情があったと推測される。

## 出演作品

### テレビ
- 超人機メタルダー 第23話「トップは誰だ?! ピンからキリの大運動会」
- じゃあまん探偵団 魔隣組（1988年） - 後藤ゲンタ 役[2]
- 探偵団スペシャル 魔隣組対覇悪怒組 ジゴマVS魔天郎（1989年） - 後藤ゲンタ 役

### 映画
- パンツの穴 ムケそでムケないイチゴたち 第2話：コードネームはAV（1990年）
- オクトパスアーミー シブヤで会いたい（1990年）
- TARO! TOKYO魔界大戦（1991年） - 堀雅之 役[3]